# لويس لي هوكينز
لويس لي هوكينز (بالإنجليزية: Lewis Lee Hawkins)‏ هو عسكري أمريكي، ولد في 8 أغسطس 1930 في شيكاغو في الولايات المتحدة، وتوفي في 2 يونيو 1973.